# Persoonia oxycoccoides
Persoonia oxycoccoides är en tvåhjärtbladig växtart som beskrevs av Franz e Wilhelm Sieber och Spreng.. Persoonia oxycoccoides ingår i släktet Persoonia och familjen Proteaceae. Inga underarter finns listade i Catalogue of Life.